# Supernoobs

Supernoobs est une série télévisée d'animation canadienne en 52 épisodes de 22 minutes créée par Scott Fellows, produite par WildBrain, et diffusé d'abord à partir du 2 novembre 2015 sur Cartoon Network au Royaume-Uni, aux États-Unis à partir du 7 décembre 2015 sur Cartoon Network, puis au Canada, la première saison sur Télétoon et la deuxième sur Family,.
En France, elle a été diffusée du 4 janvier 2016 au 4 janvier 2021 sur Boing, et au Québec la première saison à partir du 4 octobre 2016 sur Télétoon et la deuxième sur Télémagino à partir du 3 décembre 2018.

## Synopsis
Quatre meilleurs amis étudiants Canadiens étudient dans le collège de Soupollet en septième année (5e). Un jour, Memnock et Zenblock arrivent sur Terre et donnent par erreur les supersphères à quatre jeunes. Ils devront attendre que Kevin, Tyler, Shope et le Cafard aient 21 ans pour repartir de la Terre. Ils vont former les Supernoobs pour protéger la planète de la destruction et de la ruine et face à un virus qui transforme les objets que les personnes mangent grâce aux supersphères qu'ils leur ont données qui les aident dans la lutte contre le virus.

## Épisodes

### Saison 1
1. Partir perdant
2. Les Supernoobs contre-attaquent
3. L'habit ne fait pas le Supernoob
4. Délices de novices
5. Allez vous aérer le cerveau
6. Comme chien et chat
7. Artistes en herbe
8. L'heure de gloire
9. Au secours de Shope
10. Le dragon déclare sa flamme
11. Vers l'infini et au-delà
12. Comment s'occuper d'un Supernoob
13. Les Supernoobs contre le comte Veminus
14. Où est passé ma supersphère ?
15. Les Supernoobosaures
16. Le côté obscur des Supernoobs
17. Les Supercools
18. Permis de voler
19. Le Monstre de Soupollet
20. La frousse aux trousses
21. Supernoobs du dimanche
22. Rencontres du troisième type
23. Supernoobot contre Venirobot
24. Zoopernoobs
25. Un succès monstre
26. Supernounous
27. L'union fait les Supernoobs
28. La récompense des Supernoobs
29. La Super Coupe des Supernoobs
30. Science sans conscience
31. Télénoobs
32. Vol au-dessus d'un nid de balourd
33. Les Supernoobs contre l'ex-Terre-minateur
34. La vie en super-rose
35. Effet boule de Noobs
36. Le Supernoob empoisonné
37. Superfrousse
38. Comte Nullimus
39. Les petites filles qui en savaient trop
40. Les Supernoobs contre l'incroyable Super-Hyperman
41. Super-repaires de Supernoobs
42. Etre ou ne pas être un Supernoob
43. Les Supernoobs se prennent au jeu
44. Les Supernoobs de la Table ronde
45. La Super Coupe des Supernoobs II
46. Les Supernoobs contre l'horrible Pygmalion
47. Un pet de travers
48. Les Supernoobs contre Venimus 12 !
49. Une vidéo compromettante
50. Un monstre pas comme les autres
51. Les Supernoobs changent de peau
52. Les Supernoobinators sauvent la Terre

### Saison 2
1. Opération : Supernoob ?!
2. Micro Noobs
3. Trouver l'élu
4. Cool ou ringard ?
5. Le bal des robots
6. Des nouveaux pas ordinaires
7. Voyage dans le Tom
8. Les Supernoobs montent sur le ring
9. Super-bonhommes de neige
10. Le Supernoob du mois
11. Les Supernoobs contre Supercollants ?!
12. L'aqua-fête de Tyler
13. Les Dark Noobs contre-attaquent
14. Les Supernoobs sur la corde raide
15. Les supersphères se rebiffent
16. Les Noobs voient rouge !
17. Quand les Noobs n'ont plus rien de super
18. Amusez-Noobs !
19. Rencontre avec Moby-démon
20. Les Noobs hors-la-loi
21. Stupi-Noobs
22. Le meilleur ami du Noob
23. La colonie hantée
24. Super-réparation des supersphères
25. Supernoobs Superstar
26. Course à la mairie
27. Super-rhume
28. Supernoobs des cavernes
29. Bataille de lance-rayons
30. Super-trouille
31. Super-commando
32. Faites re-Noob-eler votre permis !
33. 20 000 Noobs sous les mers
34. Super-maison
35. Super-mamie
36. La journée de repos des Supernoobs
37. Les derniers Supernoobs sur Terre
38. Une famille intergalactique
39. Saint Banana et les Supernoobs
40. Le Super-Vert
41. Les Supernoobs contre le rat de bibliothèque
42. Super gardien
43. Noobânkhamon
44. Quand on était Noobs
45. Beaucoup de Noob pour rien
46. La Ligue des Vils Malfaiteurs
47. Les Noobs jouent leur vie
48. S-U-P-E-R-N-O-O-B-S
49. Le bon, la brute, et le Noob
50. Qui est le coupable ?
51. Renoob et amélioré
52. Pizza-ramide avec supplément de Noob

## Personnages

### Les Supernoobs
Quatre élèves de collège et amis de la ville de Soupollet se retrouvent soudainement dotés d'armes extraterrestres. Connu sous le nom de supersphères, elles accordent des pouvoirs incroyables. Toutefois, lorsque les Supernoobs ne sont pas en lutte contre les virus, ils ont tendance à utiliser leurs pouvoirs de manière irresponsable ou finissent par perdre leurs sphères qui les mènent à des catastrophes.
- Tyler Bowman - il est le détenteur de la supersphère bleue qui lui donne le pouvoir de se téléporter et améliore ses sens naturels en lui donnant des compétences telles que la télépathie. Tyler est le chef du groupe et souvent la boussole morale, mais est aussi distrait par ses sentiments pour l'étudiante Amy Anderson.

- Kevin Reynolds - il est le détenteur cool de la supersphère rouge qui lui permet de se transformer en différents animaux, avec un gag récurrent étant que souvent, il se transforme en un opossum ou autre chose que ce qu'il a l'intention de devenir. Kevin est le plus égoïste et irresponsable, membre de l'équipe, employant souvent sa supersphère pour son propre amusement et gain personnel ou faire des suggestions qui apportent des ennuis au groupe.

- Jennifer Shope - le membre féminin des Supernoobs, et la plus scientifique du groupe, qui elle aussi se considère être la plus intelligente. Jennifer possède la supersphère mauve qui lui permet de mobiliser les forces naturelles comme l'eau, l'électricité, le feu, le vent mais aussi le magnétisme. Elle est souvent appelée par son nom de famille par ses amis, alors que la plupart des adultes se réfèrent à son prénom.

- Théodore « Cafard » Cafarneum - le plus petit des indisciplinés Supernoobs avec les cheveux roux dans lesquels il cache divers objets. Le Cafard a la supersphère verte, qui lui accorde le pouvoir de vol et de super force par le biais de l'élargissement de ses poings. Même si ce n'est pas habituellement le stratège de l'équipe, il trouve parfois des idées brillantes, comme la découverte que les supersphères pourraient se combiner pour créer un véhicule. Il a le béguin pour les personnages féminins matures, telles que XR4Ti, leur professeur de théâtre ou une princesse extraterrestre.

### Les civils
- Jock Jockerson - un camarade de classe des Noobs grand et athlète, Jock est un tyran qui parle de lui-même à la troisième personne. Il n'est pas très intelligent, prompt à la colère, et souvent finit dans ses sous-vêtements à la suite des aventures des Supernoobs.

- Principal Warmerammer - le principal de l'école qui se méfie de leurs activités.

- Amy Anderson - un camarade de classe des Noobs dont Tyler a le béguin, bien qu'il manque de confiance en étant avec elle. Malgré cela, elle a l'air de l'aimer en retour à un certain degré, et, sans le vouloir, développe le béguin pour son alter ego de super-héros après qu'il la sauve d'une attaque de virus.

- Sue Newswoman - une présentatrice qui transmet souvent à la télévision les mésaventures des Supernoobs.

- M. et Mme Shope - Jennifer Shope a des parents doux, qui sont sceptiques de son amitié avec les autres Noobs. Puisqu'ils ne connaissent pas le statut secret de super-héroïne de leur fille, ils ont peur que son groupe d'amis ait une influence négative sur elle. Heureusement, Zen s'est déguisé comme Jennifer et est parvenu à les convaincre de faire confiance en son jugement, bien qu'ils restent stricts. Mem a impressionné plus tard M. Shope dans une réunion parents-profs, car ses activités de Supernoob ont fait baisser ses notes et elle ne veut pas que ses parents le sachent.

- Mme Bowman - la mère de Tyler à qui il ressemble beaucoup ; son père n'a pas été vu ou mentionné, elle est éventuellement divorcée ou veuve. Elle a été vue dans la réunion parents-professeurs lorsque Zen et Kevin l'ont impressionnée. Elle était habillée d'une chemise mauve avec un badge et un pantalon noir, il s'agit peut-être de l'uniforme de son travail.

- M. et Mme Cafarneum - les parents du Cafard sont aisés mais s'habillent ordinairement. M. Cafarneum est un grand homme avec des cheveux bruns qui souvent porte un costume, tandis que Mme Cafarneum est une jolie femme aux cheveux blonds qui a été vu pour la première fois dans une robe rouge. Les deux ont peur des souris, comme Kevin qui leur a fait peur en prenant la forme d'une souris.

- Coach Huntz - le prof de gym et entraîneur de l'équipe de foot au collège de Soupollet, connu pour crier et siffler.

### Les Bienveillants Alliés
- Zenblock « Zen » : un extraterrestre bleu accompagné par Mem dont il est physiologiquement identique en dehors de la couleur, le nez et les dents. Zen est le plus bourru des deux, mais comme Mem, il ne connaît pas la culture terrienne et peut se montrer aussi immature et puéril que Mem à l'occasion. Ils ont été envoyés sur Terre par l'Alliance bienveillante afin de recruter des guerriers pour la lutte contre le virus, mais ils ont pris les quatre enfants en tenue de paintball pour des soldats. Bien qu'il dénigre souvent les compétences des Noobs (c'est lui qui leur a donné leur nom d'équipe peu flatteur), il a un faible pour eux, ce qui lui a valu d'être affecté avec Mem à l'entraînement du groupe. Il entretient également une amitié tendue avec Mem, car ils sont souvent en désaccord et se rejettent mutuellement la faute, bien qu'ils fassent beaucoup d'activités ensemble et qu'ils aient des centres d'intérêt communs. Il est également montré comme ayant un problème de somnambulisme. Zen parle souvent avec un accent autrichien semblable à celui d'Arnold Schwarzenegger et est capable de se déguiser en un homme adulte aux cheveux bruns qui porte généralement un vêtement bleu avec un gilet, durant lequel il utilise le pseudonyme "Rob".

- Memnock « Mem » : un extraterrestre vert, compagnon de Zen, qui, comme lui, possède une armure spéciale qui lui confère des pouvoirs similaires à ceux des Noobs. Mem est le plus doux et le plus sensible des deux, mais comme Zen, il est souvent agacé et gêné par les manigances irresponsables des Noobs et en est parfois victime. Bien qu'il soit un guerrier viral, Mem est souvent montré comme le membre le plus immature et le plus puéril du duo, car sa volonté de comprendre la culture terrienne le détourne souvent de la tâche de s'occuper des Noobs. Mem et Zen ont une amitié semblable à celle de frères, car ils ont tendance à se blâmer mutuellement pour certaines choses, comme l'erreur de sélection des Supernoobs, bien qu'ils leur viennent généralement en aide pendant les batailles. Il aime également cuisiner. Sous sa forme humaine, Mem est un homme blond nommé "Bob" qui porte généralement une tenue verte comprenant un pull qu'il porte avec les bras noués autour du cou.

- XR4Ti : l'intelligence artificielle féminine qui contrôle le vaisseau de Mem et Zen, le Galacticus. XR4Ti est souvent la voix de la raison, plus encore que Mem et Zen, parfois irresponsables et immatures, mais elle doit faire face aux limites d'un ordinateur qui n'a pas le pouvoir d'agir par lui-même. En raison de son rôle de voix de la raison, XR4Ti entretient une relation mère-enfant sévère avec Mem et Zen, ainsi qu'avec les Noobs, bien qu'elle ne soit pas au courant du béguin du Cafard à son égard. Son nom a été repris d'un vaisseau spatial d'une précédente série animée de Scott Fellows, Johnny Test.

- Général Blorgon : le chef des Bienveillants Alliés, un extraterrestre chauve à la peau bleue doté de capacités télépathiques. Blorgon est le supérieur de Mem et de Zen, et apparaît généralement accompagné de deux aides ou collègues qui l'assistent dans ses fonctions. Bien que noble, Blorgon est connu pour ses méthodes sévères, comme soumettre les nouvelles recrues des guerriers virus à de rudes épreuves ou punir ceux qui sont assez irresponsables pour égarer leurs supersphères en se faisant aspirer le cerveau (bien que cette dernière mesure ne soit que sous-entendue).

- Rovu : un extraterrestre qui semble être de la même espèce ou d'une espèce similaire à Mem et Zen, mais avec une peau brun rougeâtre et une capsule bleue sur son armure. Comme Mem et Zen, Rovu est chargé de recruter des guerriers pour combattre le virus, mais il a beaucoup mieux réussi qu'eux et a remporté le prix du Recruteur de l'année sept fois de suite. Il est très égoïste et aime exprimer son succès devant les autres, en particulier à celui de Mem et de Zen, qu'il malmène parfois. Il a été humilié lorsque les Supernoobs ont sauvé toute la convention des Nouveaux Guerriers du Virus du Comte Venimus, ce qui a permis à Mem et Zen de recevoir le prix du Recruteur de l'année et de mettre fin à sa série de victoires.

### Les Villains
- Virus « V » : il vient de l'espace et infecte différentes planètes. Son but est d'infecter tout organisme vivant et de transformer ses hôtes en monstres déchaînés afin de semer le chaos sur d'autres planètes, dont la Terre. Le virus est produit par des créateurs extraterrestres inconnus pour des raisons inconnues. L'Alliance bienveillante et les Supernoobs combattent le virus et cherchent à découvrir qui en sont les créateurs.

- Comte Venimus : un des agents des créateurs du virus et un criminel recherché dans toute la galaxie. Son travail consiste à infecter les guerriers qui luttent contre le virus. Les Bienveillants Alliés et les Supernoobs tentent de le capturer dans l'espoir qu'il détienne des informations sur les créateurs du virus. Jusqu'à sa première rencontre avec les Supernoobs, son pouvoir d'invisibilité avait fait de lui un personnage mystérieux dont l'existence même était incertaine. Cependant, les Noobs ont réussi à contrecarrer son plan et son identité a été révélée, ce qui l'a poussé à se venger. Depuis, il a affronté les Noobs à plusieurs reprises, mais il est généralement vaincu grâce à la rapidité d'esprit et à la chance des Noobs.

- Les créateurs du virus : On sait très peu de choses sur les créateurs, si ce n'est qu'ils ont créé le virus et l'ont répandu dans l'univers. Ils ont des agents comme le comte Venimus pour les aider à infecter l'univers. L'un de ces créateurs se révèle avoir six yeux rouges éblouissants et s'exprime dans une langue que seul Venimus comprend.

- M. Wertz : Ancien professeur de sciences à l'école des Noobs, M. Wertz souffre de paranoïa et de mégalomanie. Il croyait en l'existence des extraterrestres avant même d'avoir rencontré Mem et Zen et d'avoir appris les pouvoirs des Noobs. Après avoir appris l'existence de ces derniers, il a tenté de les démasquer, mais sans preuve, il a été rejeté comme fou. Plus tard, il tente d'asservir tout Soupollet en inventant des lunettes qui lui permettent de contrôler l'esprit de ceux qui les portent, mais Shope parvient à l'en empêcher. Il met la main sur le virus et tente de l'utiliser pour conquérir le monde, mais il est vaincu par les Noobs et ramené à la Commission scolaire.

- Super-Hyperman : Un "super-héros" galactique qui combat le virus et qui est plus compétent que les Noobs, mais qui s'avère incroyablement destructeur dans le processus ; il refuse d'admettre ce fait en raison de sa personnalité très arrogante, narcissique et égoïste. Il possède diverses capacités telles que le vol, la vision laser, la super force et l'élongation. Il est également obsédé par la vente de ses produits à ses fans et dit souvent "de rien", même si cela n'a aucun sens.

## Voix
- Alexandre Bacon : Tyler
- Maël Davan-Soulas : Kevin
- Rachel Graton : Shope
- Olivier Visentin : Cafard
- Jacques Lavallée : Général Blorgon
- Martin Watier : Memnock / Bob
- Tristan Harvey : Monsieur Wertz / Venamus
- Michèle Lituac : Principal Wormeramer
- Alexandre Fortin : Techn'Ut / Jock Jockerson
- Pierre-Étienne Rouillard : Zenblock / Rob
- Véronique Marchand : Secrétaire Hedies / Sue
- Laurence Dauphinais (S1) puis Viviane Pacal : XR4Ti

 Source et légende : version québécoise (VQ) sur Doublage.qc.ca